# Physics Letters B
Physics Letters B (abrégé en Phys. Lett. B) est une revue scientifique à comité de lecture qui publie des articles de recherche concernant divers domaines de la physique : 
- physique nucléaire
- physique des particules
- astrophysique

D'après le Journal Citation Reports, le facteur d'impact de ce journal était de 5,083 en 2009 et de 4.254 en 2018. Actuellement, la direction éditoriale est assurée par un panel d'experts internationaux.

## Histoire
Au cours de son histoire, le journal Physics Letters est divisé en deux sections :
- Physics Letters, 1962-1966  (ISSN 0031-9163)[4]
- Physics Letters A, 1967 à aujourd'hui  (ISSN 0375-9601)[5]
- Physics Letters B, 1967 à aujourd'hui  (ISSN 0370-2693)